# Linköpings revir
Linköpings revir var ett skogsförvaltningsområde inom Östra överjägmästardistriktet och Östergötlands län som omfattade Bankekinds, Hanekinds, Valkebo och Vifolka härad, liksom Göstrings härad med undantag av kronoparkerna Uppsala torp och Maljeryd samt kyrkoherdebostället Malexander. Reviret, som var indelat i tre bevakningstrakter, omfattade 14 768 hektar allmänna skogar (1920), varav fyra kronoparker med en areal av 3 201 hektar.